# 金盏地区

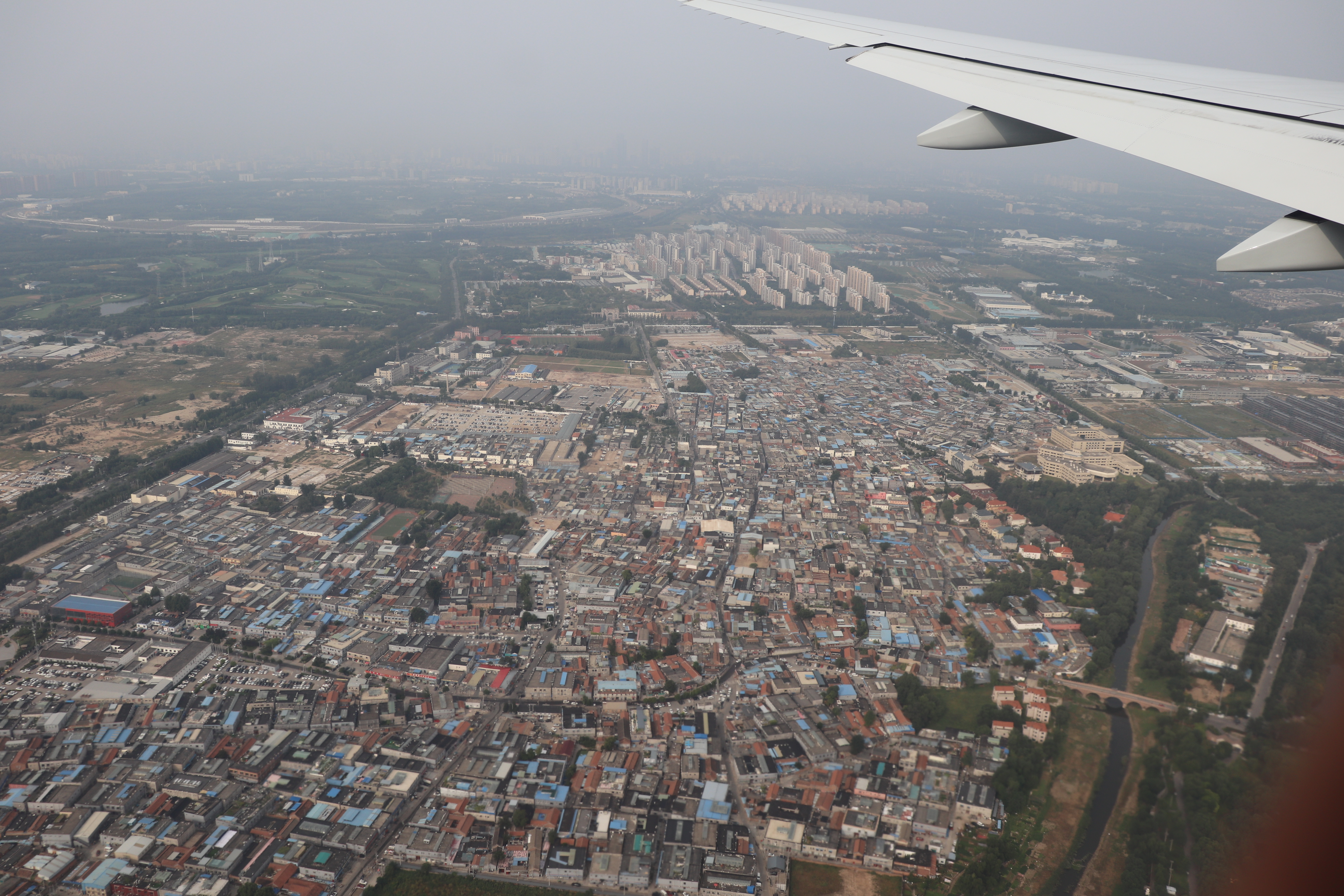
航拍金盏地区（2023年9月）

金盏地区是中华人民共和国北京市朝阳区的一个地区办事处，同时保留金盏乡名称，其行政事务机构实行“一套人马，两块牌子”的体制，地区办事处与乡政府合署办公。2004年6月，原楼梓庄乡并入金盏乡。
金盏地区位于温榆河畔，东、北部分别与顺义区、通州区接壤，西临北京五环路。面积50.1平方公里，常住人口2.9万人，流动人口2.4万人。该地区是北京市主要的外来务工人员聚集地之一，有较多小型加工厂及打工者租居的平房，辖区最东部的皮村更设有打工文化艺术博物馆。

## 下辖地区
金盏地区目前以下地区：
朝阳农场地区社区、楼梓庄社区、雷庄村、东大队村、西大队村、小店村、长店村、北马房村、楼梓庄村、沙窝村、黎各庄村、马各庄村、皮村、东窑村和曹各庄村。